# Lista de bairros de Cuiabá
Nessa lista estão listados os bairros de Cuiabá, ordenados pelas regiões administrativas.

## Região Oeste
1. Alvorada
2. Araés
3. Barra do Pari
4. Centro Norte
5. Centro Sul
6. Cidade Alta
7. Cidade Verde
8. Coophamil
9. Consil
10. Despraiado
11. Duque de Caxias
12. Goiabeiras
13. Jardim Beira Rio
14. Jardim Cuiabá
15. Jardim Mariana
16. Jardim Santa Isabel
17. Jardim Ubirajara
18. Jardim Monte Líbano
19. Jardim Primavera
20. Novo Colorado
21. Novo Terceiro
22. Parque Residencial Tropical Ville
23. Popular
24. Porto
25. Quilombo
26. Ribeirão Da Ponte
27. Ribeirão do Lipa
28. Santa Marta
29. Santa Rosa
30. Residencial Sucuri
31. Verdão

## Região Norte
1. Centro Político Administrativo
2. Jardim Florianópolis
3. Jardim União
4. Jardim Vitória
5. Jardim Aroeiras
6. Morada da Serra (CPA I, II, III, IV)
7. Morada do Ouro
8. Nova Conquista
9. Novo Paraíso I e II
10. Primeiro de Março
11. Três Barras
12. Ouro Fino
13. Residencial Pádova
14. Serra Dourada
15. Doutor Fábio leite I e II (atual Santa fé)
16. Altos da Glória
17. Jardim Umuarama I e II
18. Nova Canaã I, II e III
19. Jardim Brasil
20. Altos da Serra I e II
21. Centro America
22. Flor da Mata (área invadida)
23. Tancredo Neves
24. Residencial Jardim Videira

## Região Leste
1. Araés
2. Areão
3. Bandeirantes
4. Baú
5. Bela Marina
6. Bela Vista
7. Boa Esperança
8. Bosque da Saúde
9. Cachoeira das Garças
10. Campo Velho
11. São Mateus
12. Canjica
13. Carumbé
14. Dom Aquino
15. Dom Bosco
16. Grande Terceiro
17. Jardim Aclimação
18. Jardim das Américas
19. Jardim Califórnia
20. Jardim Eldorado
21. Jardim Europa
22. Jardim Imperial
23. Jardim Itália
24. Jardim Leblon
25. Jardim Paulista
26. Jardim Petrópolis
27. Jardim Shangri-Lá
28. Jardim Tropical
29. Jardim Universitário
30. Da Lixeira
31. Morada dos Nobres
32. Novo Mato Grosso
33. Novo Horizonte
34. Planalto
35. Paiaguás
36. Pedregal
37. Pico do Amor
38. Do Poção
39. Praeirinho
40. Praeiro
41. Recanto dos Pássaros
42. Residencial Itamarati
43. Residencial Santa Inês
44. Residencial São Carlos
45. Santa Cruz
46. São Roque
47. Sol Nascente
48. Terra Nova
49. Do Terceiro
50. UFMT (Campus Universitário)

## Região Sul
1. Altos do Cerrado
2. Altos do Coxipó
3. Cohab São Gonçalo
4. Coophema
5. Coxipó
6. Jardim Comodoro
7. Jardim Fortaleza
8. Jardim Gramado
9. Jardim Industriário
10. Jardim dos Ipês
11. Jardim Mossoró
12. Jardim das Palmeiras
13. Jardim Passaredo
14. Jardim Presidente
15. Jordão
16. Lagoa Azul
17. Nossa Senhora Aparecida
18. Nova Esperança
19. Novo Milenio
20. Osmar Cabral
21. Parque Atalaia
22. Parque Cuiabá
23. Parque Georgia
24. Parque Residencial
25. Parque Ohara
26. Pascoal Ramos
27. Pedra 90
28. Real Parque
29. Residencial Coxipó
30. Residencial Itapajé
31. Residencial Santa Terezinha I
32. Residencial Santa Terezinha II
33. Santa Laura
34. São Gonçalo
35. São Gonçalo Beira Rio
36. São João Del Rei
37. São José
38. São Sebastião
39. São Francisco
40. Tijucal
41. Vista Alegre
42. Jd Itamarati

## Fonte
- IPDU - Mapa do abairramento de Cuiabá